# Campeonato Mundial de Ciclismo em Pista de 1909
O Campeonato Mundial UCI de Ciclismo em Pista de 1909 foi realizado em Copenhague, na Dinamarca, entre os dias 14 e 23 de agosto. Quatro provas masculinas foram disputadas, duas de profissionais e duas de amadores.

## Sumário de medalhas

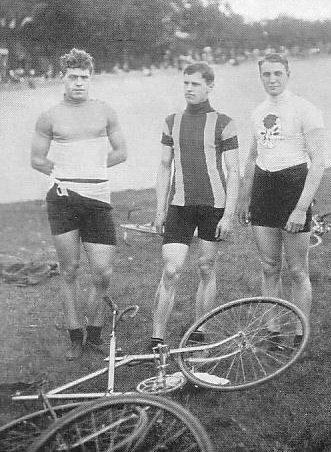
Maurice Schilles, Karl Neumer, William Bailey

| Eventos profissionais masculinos |                              |                              |                              |
| Velocidade individual            | Victor Dupré França          | Gabriel Poulain França       | Walter Rütt · Império Alemão |
| Motor-paced                      | Georges Parent França        | Louis Darragon França        | Nat Butler · Estados Unidos  |
| Eventos amadores masculinos      |                              |                              |                              |
| Velocidade individual            | William Bailey · Reino Unido | Karl Neumer · Império Alemão | Maurice Schilles França      |
| Motor-paced                      | Leon Meredith · Reino Unido  | Maurice Cuzin França         | Georges Patou · Bélgica      |

## Quadro de medalhas
| Ordem | País           | Medalha de ouro | Medalha de prata | Medalha de bronze | Total |
| ----- | -------------- | --------------- | ---------------- | ----------------- | ----- |
| 1     | França         | 2               | 3                | 1                 | 6     |
| 2     | Reino Unido    | 2               | 0                | 0                 | 2     |
| 3     | Império Alemão | 0               | 1                | 1                 | 2     |
| 4     | Bélgica        | 0               | 0                | 1                 | 1     |
| -     | Estados Unidos | 0               | 0                | 1                 | 1     |